# Гибсон (округ, Теннесси)
Округ Гибсон (англ. Gibson County) располагается в штате Теннесси, США. Официально образован в 1823 году. По состоянию на 2010 год, численность населения составляла 49 683 человека.

## География
По данным Бюро переписи США, общая площадь округа равняется 1564,362 км2, из которых 1561,772 км2 — суша, и 0,900 км2, или 0,150 % — это водоёмы.

## Население
По данным переписи населения 2000 года в округе проживает 48 152 жителя в составе 19 518 домашних хозяйств и 13 584 семьи. Плотность населения составляет 31,00 человек на км2. На территории округа насчитывается 21 059 жилых строений, при плотности застройки около 13,00-ти строений на км2. Расовый состав населения: белые — 78,66 %, афроамериканцы — 19,72 %, коренные американцы (индейцы) — 0,20 %, азиаты — 0,14 %, гавайцы — 0,02 %, представители других рас — 0,50 %, представители двух или более рас — 0,76 %. Испаноязычные составляли 1,12 % населения независимо от расы.
В составе 30,20 % из общего числа домашних хозяйств проживают дети в возрасте до 18 лет, 52,20 % домашних хозяйств представляют собой супружеские пары, проживающие вместе, 13,60 % домашних хозяйств представляют собой одиноких женщин без супруга, 30,40 % домашних хозяйств не имеют отношения к семьям, 27,40 % домашних хозяйств состоят из одного человека, 13,70 % домашних хозяйств состоят из престарелых (65 лет и старше), проживающих в одиночестве. Средний размер домашнего хозяйства составляет 2,41 человека, и средний размер семьи — 2,93 человека.
Возрастной состав округа: 24,00 % — моложе 18 лет, 8,10 % — от 18 до 24, 26,90 % — от 25 до 44, 23,30 % — от 45 до 64, и 23,30 % — от 65 и старше. Средний возраст жителя округа 39 лет. На каждые 100 женщин приходится 89,50 мужчин. На каждые 100 женщин старше 18 лет приходится 85,80 мужчин.
Средний доход на домохозяйство в округе составлял 31 105 USD, на семью — 39 318 USD. Среднестатистический заработок мужчины был 30 360 USD против 21 351 USD для женщины. Доход на душу населения составлял 16 320 USD. Около 9,40 % семей и 12,80 % общего населения находились ниже черты бедности, в том числе — 17,00 % молодежи (тех, кому ещё не исполнилось 18 лет) и 15,30 % тех, кому было уже больше 65 лет.